# Efrem Morelli
Efrem Morelli (Cremona, 25 novembre 1979) è un nuotatore italiano.

## Carriera
Ha rappresentato l'Italia ai Giochi Paralimpici nell'edizioni 2008, 2012, 2016 e 2020, vincendo la medaglia di bronzo nel 2016 e quella d'argento nel 2024 nei 50 m rana SB3. Ai campionati mondiali di nuoto paralimpico del 2019 di Londra ha stabilito il record della categoria SB3 nei 50 metri rana maschile, facendo segnare il crono di 47"49.

## Palmarès
Categorie S5, SB4, SM5, S4, SB3, SM4
- Giochi Paralimpici

Rio de Janeiro 2016: bronzo nei 50m rana SB3.
Parigi 2024: argento nei 50m rana SB3.
- Campionati mondiali IPC

Città del Messico 2017: oro nei 50m rana SB3 e nei 150m misti SM4, argento nella 4x50m sl (20 pti.).
Londra 2019: oro nei 50m rana SB3, argento nella 4x50m misti mista (20 pti.).
Funchal 2022: oro nei 50m rana SB3, argento nella 4x50m mista (20 pti.).
- Campionati europei IPC

Eindhoven 2014: bronzo nei 100m rana SB3.
Funchal 2016: argento nei 50m rana SB3.
Dublino 2018: oro nei 50m rana SB3, argento nei 150m misti SM4 e nella staffetta 4x50m mista (20 pti.).
Funchal 2021: oro nella 4x50m misti (20 pti.), argento nei 50m rana SB3, bronzo nei 150m misti SM4.
Funchal 2024: argento nei 50m rana SB3.